# Cornicandovia
Cornicandovia is een geslacht van Phasmatodea uit de familie Diapheromeridae. De wetenschappelijke naam van dit geslacht is voor het eerst geldig gepubliceerd in 2007 door Hasenpusch & Brock.

## Soorten
Het geslacht Cornicandovia is monotypisch en omvat slechts de volgende soort:
- Cornicandovia australica (Redtenbacher, 1908)